# Schela (Gorj)
Schela é uma comuna romena localizada no distrito de Gorj, na região de Oltênia. A comuna possui uma área de 87.63 km² e sua população era de 1878 habitantes segundo o censo de 2007.